# Enniscorthy
Enniscorthy (iriska: Inis Córthaidh) är den tredje största orten i grevskapet Wexford i Republiken Irland. År 2002 hade Enniscorthy totalt 8 964 invånare. Orten ligger vid floden Slaney i den centrala delen av grevskapet, 24 kilometer norr om huvudorten Wexford. Enniscorthy ligger vid vägen N11 (en del av E1) från Dublin till Wexford samt vid Dublin-Wexford-Rosslare Europort-järnvägslinjen. 